# Isobar
En isobar er en linje (kurve) gennem de steder, hvor der hersker samme lufttryk.

Det vil sige at under Idealgasligning, er p (trykket) konstant, og derved kan man udlede at et udført arbejde (A) er givet ved
A= -p *ΔV
Desuden er Energien Q givet ved:
Q = n∗(Cmp∗(T2−T1))
eller omskrevet:
Q = n* Cmp∗ΔT
hvor at n er gasmængden målet i si-enheden mol, Cmp er den specifikke molære varmekapacitet ved konstant tryk.